# Richard Dawson
Richard Dawson (rodným jménem Colin Lionel Emm; 20. listopadu 1932 – 2. června 2012) byl anglicko-americký herec, komik, moderátor a účastník panelu ve Spojených státech amerických. Dawson byl velice dobře známý v roli desátníka Petera Newkirka v seriálu Hogan's Heroes, jako pravidelný účastník panelu v pořadu Match Game (1973–1978) a původní moderátor zábavné soutěže Family Feud (1976–1985, 1994–1995).

## Dětství
Colin Lionel Emm se narodil v Gosportu, hrabství Hampshire v Anglii, dne 20. listopadu 1932 Arthuru Emm (narozen 1897) a Josephině Lucy Emm (za svobodna Lindsey; narozena 1903). Jeho otec jezdil se stěhovací dodávkou a matka pracovala v muniční továrně. On a jeho bratr John Leslie Emm (o 5 let starší) byli jako děti během bombardování hlavních přímořských měst jižní Anglie za druhé světové války evakuováni. V rádiovém rozhovoru s druhou hvězdou Hogan's Heroes Bobem Cranem Dawson sdělil, jak tato událost poznamenala jeho pravidelnou školní docházku, kde uvedl, že školu navštěvoval pravidelně jen 2 roky.
Ve věku 14 let utekl z domova a přidal se k britskému obchodnímu námořnictvu, kde se věnoval kariéře boxování, ve kterém inkasoval téměř 5 tisíc amerických dolarů za lodní zápasy. Během let 1950 a 1951 několikrát přešel na RMS Mauretania ze Southamptonu na zastávkové přístavy, včetně Nassau, Bahamy, Havany a New Yorku. Po propuštění ze služby v obchodním námořnictvu se angažoval v kariéře komika pod uměleckým pseudonymem Dickie Dawson, ten si později změnil na Richarda Dawsona, který si poté osvojil jako své občanské jméno.

## Kariéra

### Stand-up comedy a varieté ve Spojeném království
Emm začal svou kariéru v Anglii jako stand-up komik pod pseudonymem Dickie Dawson. Zřejmě jeho první televizní vystoupení proběhlo dne 21. června 1954, kdy mu bylo 21 let a účastnil se natáčení pořadu Benny Hill Showcase, raného programu televize BBC, který se zaměřoval na „uvádění umělců a uměleckých výkonů poprvé v televizi“.
Během roku 1954 byl v rádiu BBC slyšet nejméně čtyřikrát, včetně dvou rezervací v pořadu Midday Music Hall na BBC Home Service a dvou spotech v pořadu How Do You Do, vysílání lehké zábavy BBC řazené jako „přátelské setkání umělců z Commonwealthu“.
V roce 1958 se objevil po boku své budoucí ženy Diany Dors v epizodě pořadu televize BBC A to Z: D, která se věnovala bavičům se jménem začínajícím na písmeno D. V roce 1959 se čtyřikrát objevil v pořadu televize BBC Juke Box Jury, ve třech epizodách se objevil po boku Diany Dors, se kterou byl již tehdy ženat.

### Herectví a stand-up comedy ve Spojených státech
V září 1961 začal Dawson moderovat pozdně noční talk show Mike Stokey Show v Los Angeles na kanále 13 KCOP. 8. ledna 1963 se Dawson objevil v pořadu The Jack Benny Program, 13. série, epizoda 15, jako člen publika posazený vedle Jacka, maskovaný brýlemi a falešným knírem. Ve stejném roce se Dawson objevil jako host v pořadu The Dick Van Dyke Show (2. série, epizoda 27), kde hrál „Racy“ Tracy Rattigana, chlípníka, který byl náhradním moderátorem pořadu Alan Brady Show. Byl uveden jako Dick Dawson.
V roce 1965 si Dawson zahrál malou roli na konci filmu Král Krysa, kde byl hlavní hvězdou George Segal, Dawson si zahrál 1. průzkumného výsadkáře kapitána Weavera, kterého poslali osvobodit spojenecké zajatce z japonského zajateckého tábora. Tehdy se Dawson přestěhoval do Los Angeles. Slavným se stal v sitcomu Hogan's Heroes jako desátník Peter Newkirk mezi lety 1965 a 1971. Zahrál si také malou roli v hororové komedii Munster, Go Home! od studia Universal. O rok později Dawson vydal psychedelický singl zahrnující písně His Children's Parade a Apples & Oranges pod vydavatelem Carnation Records. V roce 1968 si Dawson zahrál ve filmu Ďábelská brigáda vojína Hugha McDonalda.

### ModerátorFamily Feuda televizní hvězda

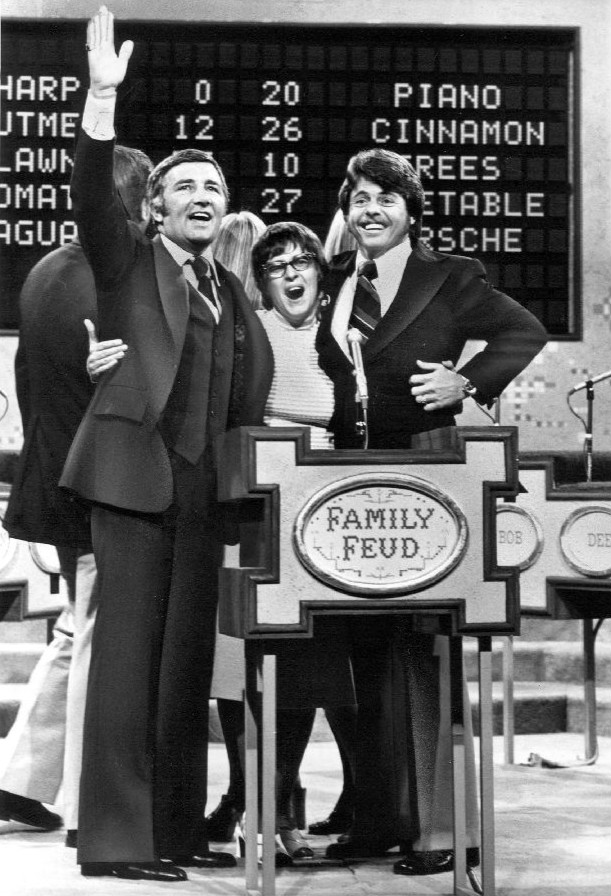
Dawson (vlevo) a soutěžící v pilotním díle Family Feud

Vzhledem k jeho popularitě v pořadu Match Game Dawson vyjádřil Marku Goodsonovi jeho touhu stát se moderátorem své vlastní soutěže. V roce 1975, kdy se Dawson pravidelně účastnil panelu v pořadu Match Game, začal Goodson vytvářet soutěžní spin-off Family Feud. Dawsonův manažer prakticky požadoval, aby byl Dawson zvážen k moderování pořadu, dokonce vyhrožoval, že Dawsonovi přikáže neprokazovat svůj charakteristický důvtip v pořadu Match Game, pokud by byl přehlédnut. Goodson kapituloval a poté, co viděl Dawsonův talent coby moderátora, zaměstnal Dawsona jako moderátora Family Feud, jehož první díl se odvysílal 12. července 1976. Family Feud se stal trhákem, dokonce předčil hodnocení Match Game na konci roku 1977. V roce 1978 Dawson opustil Match Game, z kombinace důvodů nedávného zavedení „Star Wheel“, které ovlivňovalo selekci jeho osobnosti pro „Head to Head Match“ části pořadu, a sílícího vyčerpání z pravidelné účasti jak v pořadu Match Game, tak v pořadu Family Feud.
Jeden z Dawsonových znaků v pořadu Family Feud, líbání soutěžících žen, mu vynesl přezdívku „líbající bandita“. Televizní producenti se ho opakovaně snažili v líbání zastavit. Poté, co za tuto praktiku (což také zahrnovalo určité množství fyzického kontaktu, jako držení za ruce a doteky) obdržel kritiku, požádal diváky o písemné hlasování o této záležitosti. Drtivá většina z cca 200 000 respondentů hlasovalo pro zachování líbání. V jeho poslední epizodě v roce 1985 Dawson vysvětlil, že soutěžící líbal pro štěstí a lásku, něco, co pro něj dělala jeho matka, když byl Dawson ještě chlapec.
Dawson byl také zvažován jako náhradní moderátor pořadu The Tonight Show v případě, kdyby jeho tehdejší moderátor Johnny Carson z pořadu odešel, o čemž Carson mezi lety 1979 a 1980 uvažoval. (Carson nakonec v pořadu setrval do roku 1992.) Dvě z několika málo epizod, které nebyly odvysílány v původním plánovaném čase, moderoval Dawson. Během jednoho herečka Della Reese měla téměř smrtelné aneurysma uprostřed rozhovoru během natáčení; zbytek epizody byl odvolán. (Reese se později zotavila.) V té druhé epizodě se vyskytoval nebývalý monolog o nebezpečí spojeném s cestování letadlem. Tato epizoda byla nahrazena reprízou, protože by jinak byla odvysílána ve stejnou dobu, kdy v Chicagu havaroval let American Airlines 191, při němž zemřelo všech 273 lidí na palubě. (Epizoda byla odvysílána o několik týdnů později.)

### Pozdější léta
Dawson svou televizní osobnost parodoval ve filmu Běžící muž z roku 1987, proti Arnoldu Swarzeneggerovi, kde hrál zákeřného a egoistického moderátora Damona Killiana. Za tuto roli obdržel bouřlivé recenze. Filmový kritik Roger Ebert (který dal filmu palec dolů) napsal: „Hraje postavu, která se vždy jeví jako ze tří čtvrtin opilá, v zákulisí kouří jednu cigaretu za druhou, zatímco plánuje epizody a poté se objeví před kamerou jako studnice plná falešného veselí. Pracuje s publikem, ždímá smích a slzy, není moc odlišný od nejpravějšího moderátora, a to je vlastní vtip tohoto filmu.“
Dawson moderoval neodvysílanou pilotní epizodu nové verze soutěžního pořadu You Bet Your Life, který se měl vysílat na televizní stanici NBC v roce 1988, nicméně televize odmítla pořad schválit. V roce 1990 se účastnil výběrového řízení na moderátora odkoupeného soutěžního pořadu Trump Card, role se ujal Jimmy Cefalo.
12. září 1994 se Dawson vrátil do pořadu Family Feud, moderoval tak poslední řadu druhé sezóny soutěže (1988–1995) po předchozím moderátorovi Rayi Combsovi, který byl z pořadu propuštěn kvůli klesající sledovanosti. Během svého druhého působení v roli moderátora Dawson nelíbal soutěžící ženy, protože slíbil své malé dceři, že bude líbat pouze její matku. Sledovanost pořadu se ani s Dawsonem nevrátila a poslední epizoda se odvysílala 26. května 1995, po čemž šel Dawson oficiálně do důchodu. Family Feud se nevysílal do třetí sezóny soutěže v roce 1999 s novým moderátorem Louiem Andersonem, který Dawsona požádal o speciální návštěvu v první epizodě, aby Andersonovi požehnal. Dawson nabídku odmítl, se soutěží již nechtěl mít nic společného.
V roce 2000 Dawson namluvil hlas vypravěče v pořadu TV's Funniest Game Shows na televizní stanici Fox.

## Soukromý život a rodina
Dawson měl s jeho první ženou, herečkou Dianou Dors dva syny, Marka (narozen v Londýně, 4. února 1960) a Garyho (narozen v Los Angeles, 27. června 1962). Manželství skončilo rozvodem v Los Angeles v únoru 1967 a Dawson dostal oba syny do péče. Měl 4 vnoučata.
Poté, co Dawson odešel do důchodu, zůstal v Beverly Hills v Kalifornii, kde žil od roku 1964. Jeho druhou ženu, Getchen Johnson (narozena 22. září 1955), potkal, když soutěžila v pořadu Family Feud v květnu 1981, vzali se o 10 let později. Dcera Shannon Nicole Dawson se narodila v roce 1990. Během jeho zahajovací epizody druhé sezóny Family Feud v roce 1994, kde byl moderátorem, Dawson její narození oznámil a ukázal fotografii jeho dcery při vítání soutěžícího, který soutěžil v pořadu Match Game, když byl ještě účastníkem panelu. Tato epizoda byla součástí 25. výročí Family Feud jako druhý nejlepší z 25 momentů Family Feud od Game Show Networku.
Během 60. a 70. let se Dawson účastnil různých hnutí, včetně pochodů ze Selmy do Montgomery a prezidentské kampaně George McGoverna 1972.

## Úmrtí
Dawson zemřel ve věku 79 let z komplikací spojených s rakovinou jícnu v Los Angeles 2. června 2012 v Ronald Reagan UCLA Medical Center. Je pohřben ve Westwood Memorial Parku v Los Angeles. Zemřel 16 let přesně na den po sebevraždě jeho nástupce a předchůdce v pořadu Family Feud Raye Combse.
7. června 2012 odvysílala stanice GSN čtyřhodinový maraton Dawsonových nejlepších okamžiků v pořadech Match Game a Family Feud, včetně první epizody jeho působení v pořadu Family Feud z let 1994–1995.

## Filmografie

### Filmy
| Rok  | Název                 | Role                 | Poznámky                |
| ---- | --------------------- | -------------------- | ----------------------- |
| 1962 | Nejdelší den          | britský voják        | nezmíněn                |
| 1963 | Promises! Promises!   |                      | nezmíněn                |
| 1965 | Král Krysa            | Weaver               |                         |
| 1966 | Out of Sight          | agent                | nezmíněn                |
| 1966 | Munster, Go Home!     | Joey                 |                         |
| 1968 | Ďábelská brigáda      | vojín Hugh MacDonald |                         |
| 1973 | Ostrov pokladů        | Long John Silver     | pouze hlas              |
| 1978 | How to Pick Up Girls! | Chandler Corey       |                         |
| 1987 | Běžící muž            | Damon Killian        | (poslední filmová role) |

### Televize
| Rok                  | Název                           | Role                                     | Poznámky                             |
| -------------------- | ------------------------------- | ---------------------------------------- | ------------------------------------ |
| 1963                 | The Jack Benny Program          | Muž v publiku                            | epizoda „Jack Meets Max Bygraves“    |
| 1963                 | The Dick Van Dyke Show          | Tracy Rattigan (uveden jako Dick Dawson) | epizoda „Racy Tracy Rattigan“        |
| 1964                 | The Outer Limits                | Oliver Fair (uveden jako Dick Dawson)    | epizoda „The Invisibles“             |
| 1964                 | Alfred Hitchcock Hour           | Robert Johnson (uveden jako Dick Dawson) | epizoda „Anyone for Murder?“         |
| 1965–1971            | Hogan's Heroes                  | desátník Peter Newkirk                   | 168 epizod                           |
| 1967                 | Mr. Terrific                    | Max                                      | epizoda „The Formula Is Stolen“      |
| 1970                 | McCloud                         | Ted Callender                            | epizoda „The Stage Is All the Word“  |
| 1970–1973            | Rowan & Martin's Laugh-In       | Pravidelný účinkující                    | 58 epizod (z toho v 15 neuveden)     |
| 1971                 | Love, American Style            | Rick Jagmund                             | epizoda „Love and the Groupie“       |
| 1971                 | Love, American Style            | Danny                                    | epizoda „Love and the Hiccups“       |
| 1972                 | Love, American Style            | Melvin Danger                            | epizoda „Love and the Private Eye“   |
| 1972                 | Wait Till Your Father Gets Home | Claude (hlas)                            | epizoda „The Hippie“                 |
| 1973–1978            | Match Game                      | účastník panelu                          | 1 279 epizod                         |
| 1973–1974            | The New Dick Van Dyke Show      | Richard Richardson                       | 7 epizod                             |
| 1974–1975            | Masquerade Party                | moderátor                                |                                      |
| 1975                 | The Odd Couple                  | hraje sám sebe                           | epizoda „Laugh, Clown, Laugh“        |
| 1975                 | McMillan & Wife                 | Roger Stambler                           | epizoda „Aftershock“                 |
| 1976–1985, 1994–1995 | Family Feud                     | moderátor                                | 2 334 epizod                         |
| 1978                 | Fantasy Island                  | Harry Beamus                             | epizoda „Call Me Lucky/Torch Singer“ |
| 1978                 | The Love Boat                   | Bert Buchanan                            | epizoda „The Song Is Ended“          |
| 1979                 | Bizarre                         | moderátor                                | pilotní díl                          |
| 2000                 | TV's Funniest Game Shows        | vypravěč                                 |                                      |